# Gmina Mala Subotica
Gmina Mala Subotica (chorw. Općina Mala Subotica) – gmina w Chorwacji, w żupanii medzimurskiej. W 2011 roku liczyła  5452 mieszkańców.